# آرثر ن. بيرسون
آرثر ن. بيرسون هو سياسي أمريكي، ولد في 23 يونيو 1867، وتوفي في 8 مارس 1957. نشط حزبياً في الحزب الجمهوري. وقد انتخب عضو مجلس ولاية نيوجيرسي ‏ وانتخب عضو جمعية نيوجيرسي العامة ‏.